# VELUX
VELUX este o companie de origine daneză, producătoare de ferestre pentru toate tipurile de acoperiș și pentru toate tipurile de învelitori. Grupul VELUX are aproximativ 11.900 de angajați în toată lumea, deține fabrici în 9 țări și companii de vânzări în 37 de țări. Biroul central este situat în Hørsholm, în nordul orașului Copenhaga din Danemarca.
La nivel de grup, compania VELUX a dezvoltat propria viziune despre locuințele sustenabile - cunoscută sub denumirea de Casă Activă, ce presupune construirea de clădiri care produc mai multă energie decât consumă, asigurând în același timp un mediu mai sănătos și mai curat.

## Istoric

### Prima fereastră de mansardă VELUX
Bazele companiei VELUX au fost puse la începutul anului 1941, când inginerul danez Villum Kann Rasmussen a descoperit pentru prima oară oportunitățile existente în spațiul locuibil de sub acoperișul în pantă. 
În acea perioadă, VKR deținea propria sa companie, V. Kann Rasmussen & Co., specializată în construcția acoperișurilor din sticlă. În timpul desfășurării unui proiect, o serie de arhitecți l-au solicitat pentru construcția unui luminator pentru o școală. Rezultatul a fost prima schiță a ceea ce avea să devină fereastra de mansardă VELUX.
VKR a ales un nume distinctiv, ușor de pronunțat și de reținut. Numele VELUX derivă din două cuvinte - VEntilație și LUX (termenul latin pentru lumină), fiind marcă înregistrată încă din 1942.
Dezvoltarea acestui produs a dus la consolidarea companiei, dovedindu-se util într-o perioadă din istoria Europei în care oamenii aveau nevoie disperată de spații de locuit dar foarte puține resurse financiare. Fereastra de mansardă VELUX a venit ca o soluție a acestei probleme, transformând podurile caselor în spații confortabile de locuit (Hoppe, 2008).
Kann Rasmussen a fost un spirit inovator nu doar în industria construcțiilor. Danezul a încercat să dezvolte o serie de produse dedicate direct consumatorilor finali, precum: mobilier, cafetiere și ceainice sau dulapuri cu climatizare pentru păstrarea vinului. Niciuna dintre aceste invenții nu s-a bucurat însă de succesul pe care l-au avut ferestrele de mansardă (hbs.edu, 2004).
Vânzările companiei s-au extins și în alte țări începând cu 1944,  când VELUX a intrat și pe piața din Suedia. Au urmat Regatul Unit, Germania, Franța, Italia, Spania (VELUX History). În 1975, VELUX a făcut un salt peste Atlantic, punând bazele unor puncte de vânzare și de producție și în SUA (VELUX Canada).
În anii 1980, grupul VELUX s-a dezvoltat pe piețele din Europa Centrala și de Est și a deschis primele companii de vânzări din Chile, Japonia, Australia și Noua Zeelandă. Expansiunea a continuat în anii ’90 în țări precum China și Rusia, iar astăzi, compania VELUX are centre de producție în 12 țări din toată lumea.

### Evoluția produselor
- 1942- KR creează și denumește prima fereastră de mansardă VELUX
- 1956- Este patentată și lansată “tenda” VELUX (ruloul exterior parasolar)
- 1973- Apare sistemul electric de operare a ferestrelor VELUX. Pentru această inovație, compania primește Premiul Consiliului Danez pentru Design
- 1979- Dezvoltarea unei game de accesorii decorative și pentru protecție solară
- 1987- Lansarea roletelor exterioare VELUX. Invenția senzorului de ploaie
- 1989- Compania VELUX primește un nou premiu al Consiliului Danez pentru Design
- 1990- Este creat balconul pentru mansardă VELUX Cabrio
- 1999- Sunt lansate panourile solare VELUX
- 2001- Roletele VELUX câștigă premiul RED Dot [2] pentru calitate și design de produs
- 2005- Lansarea tunelului solar VELUX și a ferestrei pentru acoperiș terasă
- 2009- Crearea primei ferestre de mansardă din lume cu motor solar
- 2010- Compania VELUX câștigă premiul RED Dot pentru Tunelul Lovegrove, un corp de iluminat natural atașat tunelului solar VELUX[3]
- 2011 – VELUX lansează fereastra de mansardă cu motor solar

## Inovație
De-a lungul vremii, compania VELUX a avut o serie de colaborări și parteneriate cu designeri celebri precum Ross Lovegrove sau Karim Rashid care au dus la crearea mai multor produse.
Tunelul Lovegrove, conceput de către designerul britanic Ross Lovegrove, este un accesoriu care aduce lumină naturală în spațiile interioare (Inhabitat, 2011). Acesta se atașează tunelului solar și funcționează ca un corp de iluminat ce distribuie uniform lumina naturală în interior. Tunelul Lovegrove a fost lansat și pe piața din România în iunie 2011. În 2010, Tunelul Lovegrove a câștigat premiul: „Red dot design award - best of the best 2010” pentru design inovator.
Compania VELUX a mai colaborat și cu celebrul designer Karim Rashid, alături de care a dezvoltat o colecție de rulouri opace pentru ferestrele de mansardă. Aceasta a fost lansată în mai multe țări, de exemplu în România în vara anului 2011.

## Lumina naturală
Grupul VELUX a investit constant în cercetarea luminii naturale și a efectelor acesteia asupra oamenilor. Începând cu anul 2005, compania organizează la fiecare doi ani conferințele Daylight Symposium, la care se reunesc specialiști din toată lumea - arhitecți, ingineri, designeri, cercetători - pentru a prezenta rezultatele cercetărilor asupra luminii naturale sau soluții de valorificare a acesteia în spațiile interioare (The Daylight Site, 2012).
De asemenea, VILLUM Foundation și VELUX Foundation, grup de fundații non-profit ale căror baze au fost puse de către Villum Kann Rasmussen, acordă anual distincții în valoare de 100.000 de euro arhitecților, oamenilor de știință sau artiștilor care valorifică lumina naturală în spațiul construit (Proidea, 2011). În 2011, Daylight and Building Component a fost acordat arhitecților francezi Anne Lacaton și Jean-Philippe Vassal.

## Model Home 2020
Model Home 2020 este un program al grupului VELUX, parte a strategiei de dezvoltare a soluțiilor sustenabile, prin care compania a construit 6 clădiri experiment în mai multe țări din Europa. Acestea au fost proiectate și construite urmărind trei mari principii: eficiență energetică prin design, climat interior sănătos și impact minim asupra mediului înconjurător (Igloo -a).
Numite Active House sau Case Active, cele 6 proiecte au fost dezvoltate în perioada 2009-2010 în 5 țări europene: Danemarca (două dintre ele), Marea Britanie, Germania, Austria și Franța. După finalizarea lucrărilor, cele 6 case experiment au fost deschise publicului larg spre vizitare, apoi au fost scoase la vânzare. Compania continuă și acum monitorizarea clădirilor pentru a urmări evoluția și performanța acestora în relația cu locuitorii lor (Igloo -b).

## Proiectele grupuluiVELUX
Concursul „Internațional VELUX Award”, o altă inițiativă a Grupului VELUX, este adresată studenților la arhitectură din întreaga lume și îi provoacă pe aceștia să exploreze tema luminii naturale pentru a înțelege mai bine specificul și sursa luminii și energiei. Începând cu anul 2004, evenimentul are loc o dată la doi ani.
LIGA CAMPIONILOR “VELUX EHF” LA HANDBAL MASCULIN
În perioada 2010–2012, cea mai importantă competiție de handbal masculin pentru echipe de club este sponsorizată de VELUX, care a obținut de la organizatori dreptul de a da competiției numele de Liga Campionilor EHF 2011-2012.
CURSA TRANSOCEANICĂ “VELUX 5 OCEANS”
VELUX a devenit din nou sponsor principal al competiției VELUX 5 OCEANS - cursa de yachting de-a lungul a 4 oceane (Oceanul Atlantic fiind traversat de două ori). Prima ediție a competiției a avut loc în 1982. Din 2006, cursa se desfășoară sub denumirea VELUX 5 Oceans Race, nume ce vine de la firmă, care este sponsorul principal.

## NOTE
1. ↑   https://www.lobbyfacts.eu/datacard/velux-a-s-velux-group?rid=423142010527-25 Lipsește sau este vid: |title= (ajutor)
2. ↑  Red Dot
3. ↑  Tunelul solar VELUX
4. ↑  Tunelul Lovegrove, conceput de către designerul britanic Ross Lovegrove
5. ↑  Red dot design award[nefuncțională]
6. ↑  Colaborarea companiei VELUX cu designer-ul Karim Rashid[nefuncțională]
7. ↑  „Rulouri semnate Karim Rashid și tunelul solar Lovegrove”. Arhivat din original la 28 iunie 2011. Accesat în 27 februarie 2012.
8. ↑  Premiul Daylight
9. ↑  Premiul Daylight and building Component 2011
10. ↑  S-a lansat International Velux Award (IVA) 2012[nefuncțională – arhivă]
11. ↑  Site Velux 5 Oceans

## BIBLIOGRAFIE
- Hoppe, M., 2008, Living in Daylight. VELUX influence on European Living, pp. 7–19
- Hardvard Business School, 2004. Business History Review [pdf], <http://www.hbs.edu/bhr/archives/bookreviews/80/fjust.pdf Arhivat în 28 mai 2010, la Wayback Machine.>, accesat la 1 martie 2012
- Pham, D.,2011. Ross Lovegrove’s Gorgeous Sun Tunnel Lamp Draws In the Light of the Sun. inhabitat.com. <http://inhabitat.com/velux-gorgeous-drop-pendant-lamp-is-powered-by-the-sun/>, accesat la 1 martie 2012
- 2011. Premiul "Daylight and Building Component" a fost acordat arhitecților Lacaton & Vassal. proidea.ro. <http://www.proidea.ro/noutati-produse-1/premiul-daylight-and-building-component-3439.shtml>, accesat la 1 martie 2012
- n.d. Soluții pentru arhitecturi sustenabile. igloo.ro -a. <http://www.igloo.ro/velux/4/>, accesat la 1 martie 2012
- Negru, C, n.d. LichtAktiv Haus. igloo.ro -b. <http://www.igloo.ro/velux/20/>, accesat la 1 martie 2012
- VELUX History. Managing growth - sharing responsability. <http://193.163.166.98/COM/history/1971-1980.htm Arhivat în 25 noiembrie 2011, la Wayback Machine.>, accesat la 22 martie 2012
- VELUX Canada. Market Development. <http://www.velux.ca/en/velux_company/theveluxgroup/company_facts/velux_foundation/market_development Arhivat în 30 iulie 2012, la Wayback Machine.>, accesat la 22 martie 2012